# Jason Zumwalt
Jason Michael Zumwalt (Kingman (Arizona), 1 september 1975) is een Amerikaans acteur, komiek en stemacteur. Hij staat vooral bekend als de stem van Roman Bellic, de Servische baas van een taxidienst en neef van Niko Bellic in het computerspel Grand Theft Auto IV. 

## Carrière
Zumwalts carrière als acteur begon in 2004 met een rolletje in de kortfilm 16w, waarna hij voornamelijk in lowbudgetfilms heeft meegespeeld. 
Als stemacteur in computerspellen werd Zumwalt het meest bekend. Zo verschafte Zumwalt zijn stem aan personages uit de Mafia-serie, Saints Row 2 en Red Dead Redemption. Zijn rol als Roman Bellic in Grand Theft Auto IV, The Ballad of Gay Tony en The Lost and Damned bleef aan Zumwalt kleven. Roman werd immens populair bij gamers omwille van zijn Servisch accent en bijzonder gevoel voor humor.
Zumwalt speelde verder gastrollen op televisie, de voornaamste had hij in Reno 911! (2009). 